# Cantons de la Isèra
Els Cantons de la Isèra són 58 i s'agrupen en 3 districtes:
- Districte de Grenoble 
(39 cantons - prefectura: Grenoble) 
cantó d'Allevard - cantó de Bourg-d'Oisans - cantó de Clelles - cantó de Còrps - cantó de Domène - cantó d'Échirolles-Est - cantó d'Échirolles-Oest - cantó d'Eybens - cantó de Fontaine-Sassenage - cantó de Fontaine-Seyssinet - cantó de Goncelin - cantó de Grenoble-1 - cantó de Grenoble-2 - cantó de Grenoble-3 - cantó de Grenoble-4 - cantó de Grenoble-5 - cantó de Grenoble-6 - cantó de Mens - cantó de Meylan - cantó de Monastièr de Clarmont - cantó de La Mura - cantó de Pont-en-Royans - cantó de Rives - cantó de Roybon - cantó de Saint-Égrève - cantó de Saint-Étienne-de-Saint-Geoirs - cantó de Saint-Ismier - cantó de Saint-Laurent-du-Pont - cantó de Saint-Marcellin - cantó de Saint-Martin-d'Hères-Nord - cantó de Saint-Martin-d'Hères-Sud - cantó de Le Touvet - cantó de Tullins - cantó de Vaubonés - cantó de Vif - cantó de Villard-de-Lans - cantó de Vinay - cantó de Vizille - cantó de Voiron

- Districte de la Tour-du-Pin 
(11 cantons - sotsprefectura: La Tour-du-Pin) :
cantó de Bourgoin-Jallieu-Nord - cantó de Bourgoin-Jallieu-Sud - cantó de Crémieu - cantó de Le Grand-Lemps - cantó de l'Isle-d'Abeau - cantó de Morestel - cantó de Pont-de-Beauvoisin - cantó de Saint-Geoire-en-Valdaine - cantó de la Tour-du-Pin - cantó de La Verpillière - cantó de Virieu

- Districte de Vienne 
(8 cantons - sotsprefectura: Viena del Delfinat) :
cantó de Beaurepaire - cantó de la Côte-Saint-André - cantó de Heyrieux - cantó de Pont-de-Chéruy - cantó de Roussillon - cantó de Saint-Jean-de-Bournay - cantó de Vienne-Nord - cantó de Vienne-Sud